# Arthur Blake
Arthur Charles Blake (26 de janeiro de 1872 – 22 de outubro de 1944) foi um atleta norte-americano. Competiu nos Jogos Olímpicos de Verão de 1896 em Atenas, nos 1500 metros. A prova consistia de uma única bateria e Blake terminou em segundo lugar, atrás de Edwin Flack, da Austrália. Seu tempo foi de 4min34s. Ainda competiu no último evento disputado naqueles Jogos, a maratona. Blake chegou a ocupar o terceiro lugar da prova, atrás de Albin Lermusiaux (França) e Flack, mas após 23 quilômetros percorridos abandonou a corrida.